# تشیگ
تشیگ (به لاتین: Teshig) یک منطقهٔ مسکونی در مغولستان است که در استان بولگن واقع شده‌است.